# Loïc Gautier
Pour les articles homonymes, voir Gautier.
Loïc Gautier, né le 8 septembre 1954 à Le Hinglé, est un coureur cycliste français. Il a notamment participé aux Jeux olympiques de 1976 sur l'épreuve du contre-la-montre par équipes.
Il est durant les saisons 1978 et 1979 membre de l'équipe Fiat dirigée par Raphaël Géminiani.

## Biographie
Il termine 20e de l'épreuve du contre-la-montre par équipes aux Jeux olympiques de 1976, épreuve effectuée avec Claude Buchon, Jean-Paul Maho et Jean-Michel Richeux.

## Palmarès
- 1976
  -  Champion de France du contre-la-montre par équipes
  -  Champion de Bretagne sur route
- 1977
  - Route de France :
    - Classement général
    - 1re étape[2]

  - Triomphe breton
  - 2e de Redon-Redon